# I carabbinieri
I carabbinieri è un film del 1981, diretto da Francesco Massaro.

## Trama
Un articolo di giornale svela uno scandalo riguardante il gas metano. Per condurre le indagini, il generale Nencini ordina l'immediata costituzione di una squadra speciale dei suoi uomini, affidandone la scelta al computer e il comando al capitano Marchetti.
Dal calcolatore escono i nomi di quattordici carabinieri, che dovrebbero essere i migliori, ma che si rivelano incapaci ed inetti nello svolgere le indagini, trovandosi per caso addirittura in un festino gay.
Solo con l'inconsapevole aiuto di due ladruncoli, riescono a smascherare l'importante uomo politico implicato nello scandalo del metano. Costui finisce ammanettato e il generale Nencini può permettersi di premiare i suoi uomini con una bella medaglia.

## Produzione

### Riprese
- La scena in cui l'auto dei carabinieri finisce giù dalla discesa si svolge a Roma in via Giampaolo della Chiesa, una traversa di piazza Fonteiana, nel quartiere Gianicolense.
- L'immaginaria via Finocchio Gay è piazza Sant'Anselmo, sull'Aventino.